# Ено Меблі Лтд
Ено Меблі Лтд — підприємство, ТОВ, що спеціалізується на деревообробці та виробництві меблів, з головним офісом в місті Мукачево Закарпатської області. На підприємстві працюють більше 2000 людей (з понад 27-мома спеціальностями), що робить його містоутворюючим підприємством Мукачева. Ця компанія володіє також рядом деревозаготівельних філій в Закарпатській області, що забезпечують її власною сировиною (в основмному це Бук лісовий), компанія сама займається деревообробкою. Одним з перших клієнтів «ЕНО» стала шведська фірма IKEA. «ЕНО» здійснює експорт також у 19 інших країн світу. Обсяги експорту продукції можуть сягати до 13 млн. євро на рік. Підприємство ввійшло до 100 найсумлінніших платників податків в Україні в 2004 році.

## Асортимент продукції
Стільці та сидіння: м'які, з металевим каркасом, для умеблювання інтер'єру, з дерев'яним каркасом; Меблі дерев'яні для умеблювання інтер'єру, для спальні. для їдальні та вітальні; Ліжка дерев'яні, та ін.

## Нещасні випадки та забруднення довкілля

### Викиди
В 2012 році на підприємстві виявлено порушення вимог природоохоронного законодавства — наднормативний викид оксиду вуглецю та діоксиду азоту при функціонуванні стаціонарного джерела викиду.

### Нещасні випадки
В 2010 та 2011 роках нещасні випадки на деревозаготівельних філіях підприємтва привели до смертей 3-х лісорубів. У всіх випадках мало місце порушення техніки безпеки праці.